# Малайлі
Малайлі́ — гірська вершина у східній частині Великого Кавказу. Знаходиться на півночі Азербайджану.